# Чарівник (карта таро)
Маг чи Чарівник (I), також відомий як Волхв або Жонглер, є першою козирною картою або картою старших Арканів у більшості традиційних колод Таро. Використовується в іграх і ворожіннях; в англомовному світі набагато більше відоме значення ворожіння.
У контексті карткових ігор еквівалентом є Паґат, який є найнижчою козирною картою, також відомою як атут або честь. В окультному контексті козирі переосмислюються як старші Аркани і наділяються складним езотеричним значенням. Маг у такому контексті трактується як перша пронумерована і друга за рахунком карта старших Арканів, наступниця Блазня, який не має номера або позначений 0. Маг як об'єкт окультного вивчення трактується як символ влади, потенціалу та об'єднання фізичного і духовного світів.

## Опис і символізм
Деякі ключові слова:
- Дія ----- Свідомість ----- Концентрація ----- Персональна сила

- Практичність ----- Енергія ----- Творчість ----- Рух

- Точність ----- Conviction — Віра? ----- Маніпуляція----- Впевненість в собі

- Об'єктивність ----- Фокусування----- Визначення ----- Ініціатива